# アメリカ合衆国の女性と喫煙
アメリカ合衆国の女性と喫煙（アメリカがっしゅうこくのじょせいときつえん）は、アメリカ合衆国における女性と喫煙の関係。
アメリカ合衆国においてたばこ産業は「狂騒の20年代」と言われる1920年代の始めに女性に向けた強力なマーケティング・キャンペーンを始めた。これらのキャンペーンは時間が経つにつれてもっと積極的になり、またマーケティングは総体的にもっと目立つようになった。女性に対して専門的に向けられたマーケティングの実施は今日に持続し、また現在は世界規模で拡大している。

## 1920年代以前
1911年に、米国シャーマン法はAmerican Tobacco Trustをいくつかの異なる会社に分割し、市場シェアをそれぞれの会社の存続に対して危機的な状態にした。それにより生じた競争は製品とマーケティングの刷新に拍車をかけ、やがてブランドのアイデアへ進歩させた。1915年までに、レイノルズのキャメルは最初の純国産ブランドになった。まもなくして追従したのがLiggett & Myers (en) のチェスターフィールド (en) とAmerican Tobacco Company (en) のラッキーストライクであった。これらのブランドは当世風で当時の合衆国の人々に引き継がれていた当世の流行感覚にとって魅力的であった。

## 1920年代–1940年代
20世紀の初期に反たばこ運動が主に女性と子どもに向けられていた。喫煙は汚らしい習慣で女性の喫煙は全く以って社会で認められないと考えられていた。その世紀が進むと女性は平等を願望した。 参政権運動 (en) は多くの女性に権利と自由の意識を与え、たばこ産業はそのマーケティングの好機を利用した。たばこ会社は1920年代の女性の運動が急成長している間に女性を惹きつけるための紙巻たばこのマーケティングを開始した。American Tobacco Companyはラッキーストライクの広告で女性を標的にし始めた。ラッキーストライクは女性に彼女たちがラッキーを喫煙しているべき理由を与えようと努めた。会社はアメリア・イアハートのような女性著名人を取り上げた広告を使い始め、痩せる効果が期待できると女性の虚栄心に訴えた。広告のほとんどはまた1920年代の流行に敏感な女性に受けるであろうのびのびして自信のある女性のイメージを伝達した。広告はさらに大々的に成長し、セレブリティに賞賛を支払い、ラッキーストライクが如何に人生を良くするかという遠大な訴求をした。それらの最もアグレッシブなキャンペーンは直接的にキャンディ産業に挑戦し、女性に「スウィーツの代わりにラッキーに手を伸ばす」ように主張した。これらのアグレッシブなキャンペーンは上手く行きラッキーストライクを10年以内に最も喫煙されるブランドにした。
他の会社はAmerican Tobacco Companyの成功した広告キャンペーンに自社のヴァージョンで追随した。フィリップモリス社は1925年にマールボロの紙巻たばこを導入した。マールボロの紙巻たばこは「mild as May」として宣伝され、女性を惹きつける優雅な象牙のチップ部を特色にした。  他のブランドは同様の広告を提供して女性の美貌とスタイルの感覚に訴えかけ、紙巻たばこを多くの女性の人生の魅力的な一部にした。虚栄心と美貌に結合したその広告は完全に女性向けであることが明白であり、するであろうことを的確にした。体重増加の心配は依然として女性が喫煙する主要な理由であった。広告会社は首尾よく紙巻たばこを特定の質を有する製品として促進し、そこに含まれるのは平等、自立、性的魅力、美貌であった。

## 1950年代–1970年代
1950年代後期から1960年代初期は紙巻たばこブランドの新たな攻勢をもたらした。この期間に導入された紙巻たばこそれぞれの新ブランドは他にはない利点を宣伝した。たばこのマーケティングにおけるその主要な新改革はフィルター式の紙巻たばこであった。フィルターは紙巻たばこの喫煙のとげとげしさを少なくし、潜在的に有害な粒子の除去の体裁を売り出した。1950年代はマールボロを第一級の紙巻たばこから万人の紙巻たばこへ再ブランド化を開始し、またathletes、より有名なcowboysのように強力なMarlboro men導入が起きた。  マールボロのブランド化におけるこの変化はフィリップモリスに女性向けの紙巻たばこがないということになった。
1950年代はまたたばこ会社の宣伝においてあるブームを開始した。著名な映画とテレビのスターを起用した広告が常態化し、たばこ会社はまたテレビショウ、ゲームショウ、他の普及したメディアのスポンサーになり始めた。最もよく知られたものの一つはフィリップモリスがスポンサーの アイ・ラブ・ルーシー ショウである。番組の最初に巨大なフィリップモリスの紙巻たばこパックとともにショウの2人のスターを映した。Your Hit Parade (en) のショウはAmerican Tobaccoのラッキーストライクのブランドにより高らかに番組提供されている。
1965年に、女性の33.9%が喫煙しているという報告があった。 バージニア・スリムは1968年に市場にやって来て、「ベイビーあなたは長い道のりを歩んだ」をキャッチフレーズに利用した。これは単独で女性の紙巻たばことして市場化された最初の紙巻たばこであった。その紙巻たばこはより長く、より細く、総体的により優雅でより女性的であった。その広告は洗濯または家事のように日常的な仕事をする女性の写真と対照に魅力的な女性の写真を写した。 1970年はLiggett & Myers Tobacco Companyの女性に特化した紙巻たばこへの参入の発表があり、すなわちそれはEveである。Eve (en) は断然バージニア・スリムよりさらに女性的であった。Eveは包装とたばこ自体に花または他の女性的な主題を売り物にした。
1970年代はテレビ広告の終わりと印刷広告の始めに喫煙の危険性に関して健康上の警告を掲載することを先導した。1970年代はまた喫煙の健康上の影響に関して軍医総監局 (en) からおよそ年1回の報告をもたらした。  1970年に、ある報告で女性の31.5%が喫煙者であった。たばこ会社はテレビでの宣伝から閉ざされたが、抜け目なくスポーツとエンターテインメントのイベントのスポンサー業に市場の中心を移した。1973年に、ある広く公開されたテニス試合は“The Battle of the Sexes”と言われ、出場者のビリー・ジーン・キングは長らくバージニア・スリムのためのスポークスパーソンであり、そのブランドのシークインと色で飾られた。アメリカ人は1970年代にテニスに熱狂しビリー・ジーン・キングはスーパースターであった。バージニア・スリムは20年ほど女子テニス協会ツアーのスポンサーを務めた。1970年代はフィルター式の紙巻たばことともにほとんど完璧に市場を席巻して終わった。

## 1980年代以降
1980年代は女性にとっての喫煙による健康上の影響に関する軍医総監の初の報告とともに始まった。  この報告は—最初の1964年軍医総監の報告 (en) から15年近く後に発表された—たばこ会社が女性に対して製品のマーケティングを始めてから16年近く後に届いた。1980年の女性の喫煙率は29.3%であった。1987年に、ブラウン・アンド・ウィリアムソンはカプリの紙巻たばこを導入し、それは他の女性的な紙巻たばこの先例に従って女性の手に適合する長く、細く、優雅な紙巻たばこであった。
1990年は女性の喫煙率が22.8%であり、緩やかな減少を続けた。バージニア・スリム・テニスツアーは23年にわたる成功の後、1994年に終わりを迎えた。これは喫煙に関する世論が変化し始めて1980年代と1990年代に終わった多くの広範囲の宣伝手法のちょうどその一つであった。1990年代は公共の場と職場の喫煙の継続する制限に特色づけられた。1980年代後期と1990年代はまた10代と若年成人に対して増加するマーケティングに特色づけられた。女性に対して利用された同様のマーケティング戦略の多くはこの目標の集団に対して利用された。1998年までに、女性の喫煙率は22%に落ち込んだ。1998年はまた基本和解合意 (en) の年として特色づけられた。
21世紀の始め女性の喫煙率は22.8%であり、それは前の10年に比べてわずかな増加であった。  宣伝とマーケティングは1998年の和解合意の後に静けさを維持していた。宣伝キャンペーンはより最新で最先端の包装と言葉を提供しているように見え、より若くよりヒップな人口区分に訴求していた。2001年に、女性と喫煙における最も近年の軍医総監の報告が発表された。 RJレイノルズは2007年に女性の市場に参入し、キャメルNo. 9の紙巻たばこを擁した。その包装はとても同時代的な雰囲気であるとともにとても女性的である。それは黒い実装との鮮烈な対比としてピンクの縁取りが特徴で、箱の内装はピンクのホイルの裏地になっている。その紙巻たばこはライトとメンソールライトの種類で販売され、後者はレギュラーライトのピンクの代わりに青緑の光沢とホイルを特徴にしている。  今世紀最初の10年はまた大規模な喫煙規制を記録した。多数の都市、市町村、州はバー、レストラン、他の各種公共の会合場所のような公共の場における喫煙を禁止する法令を可決させた。  これは増大中の事象であり、合衆国の喫煙率を低下させることに寄与する。合衆国の全体的な喫煙率は1950年のおよそ46%から2004年のおよそ21%へ下落した。